# Desmognathus quadramaculatus
Desmognathus quadramaculatus é uma espécie de salamandra da família Plethodontidae.
É endémica dos Estados Unidos da América.
Os seus habitats naturais são: rios, rios intermitentes e nascentes de água doce.
Está ameaçada por perda de habitat.